# 胎内スマートインターチェンジ
胎内スマートインターチェンジ（たいないスマートインターチェンジ）は、新潟県胎内市にある日本海東北自動車道のスマートインターチェンジ (スマートIC) である。
胎内バスストップの跡地付近に本線直結型で建設された。利用可能車種はETC搭載の全車種で24時間運用、新潟中央JCT方面出入口のみのハーフICである。村上方面への出入りはできない。
ETC車の場合はフリーフローアンテナで、現金車の場合は手前の中条本線料金所で料金精算を行うため、出口には開閉バーなどは設置されていない。

## 道路
- E7 日本海東北自動車道（5-1番）

### 接続する道路
- 直接接続
  - 新潟県道314号笹口浜中条線

### 歴史
- 2018年（平成30年）8月10日 : 国土交通省より連結許可[1][2][3]。
- 2022年（令和4年）2月10日 : IC名称が「胎内スマートIC」で正式決定[4]。
- 2023年（令和5年）3月26日 : 供用開始[5]。

## 胎内バスストップ
胎内バスストップ（たいないバスストップ）は、新潟県胎内市宮瀬の日本海東北自動車道上にかつてあったバス停である。胎内市中条地区中心部から北西約2 km、新潟県道314号笹口浜中条線と日本海東北自動車道が交差する付近に位置していた。

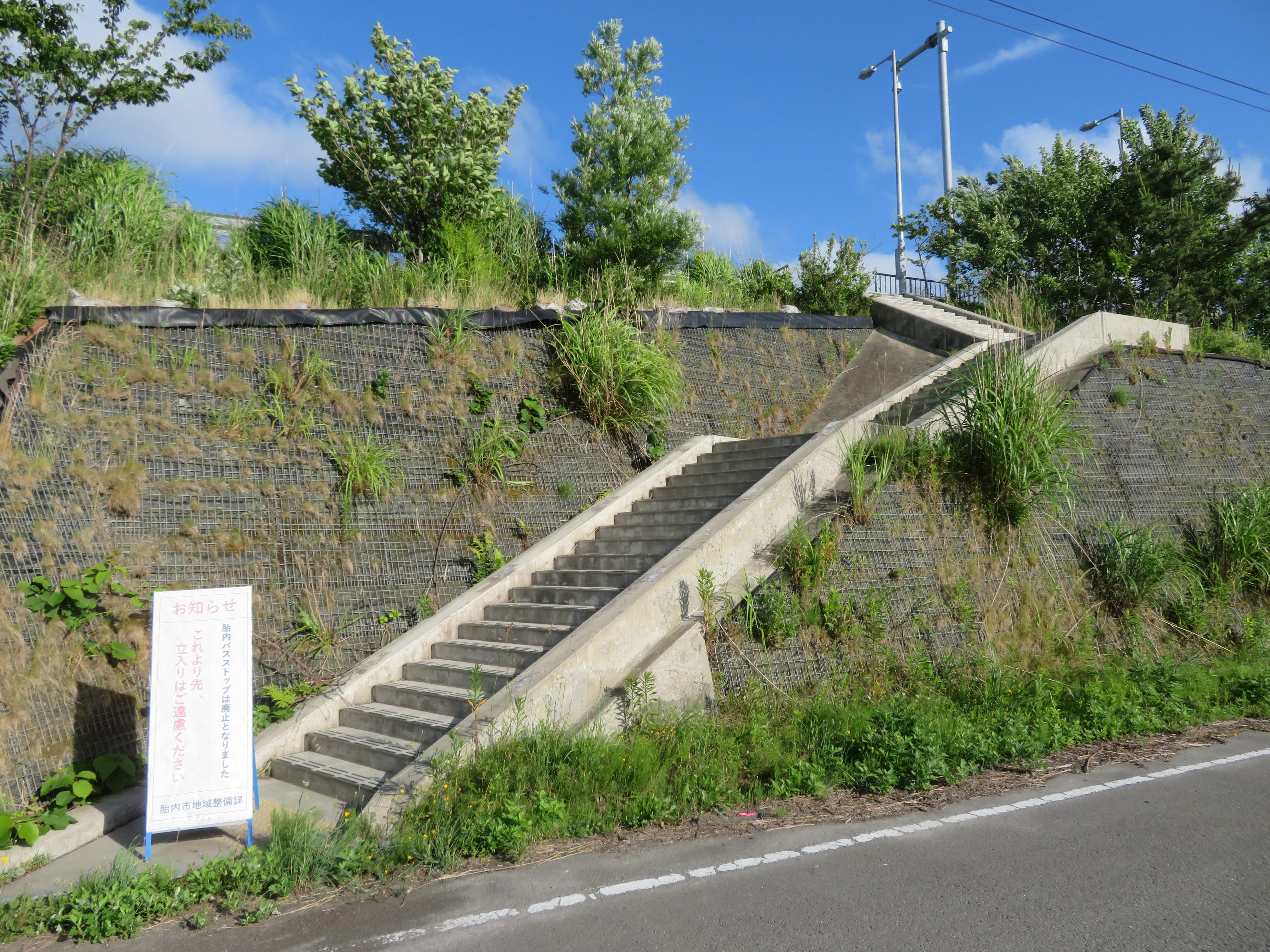
下り線（村上方面）側出入口付近

2020年（令和2年）3月31日に廃止され、跡地には胎内スマートインターチェンジが建設された。

### 停車していた路線
当停留所は2009年（平成21年）7月18日、中条IC - 荒川胎内IC間の開通と同時に開設され、2010年（平成22年）4月1日より供用を開始した。停車していた路線は、新潟交通グループの高速バス路線のうち、県外線の山形 - 新潟線（Zao号）1路線であった。
供用開始以前、2路線とも中条IC以北は国道7号などの一般道路を経由していたが、同日より荒川胎内IC経由に経路を変更し、それに伴って当停留所での客扱いを開始した。

#### 県外線
- 新潟交通、山交バス
  - Zao号

#### 県内線
- 新潟交通観光バス
  - 【廃止】新潟県庁 - 村上営業所線

かつては県内線の新潟 - 村上線も当バス停に停車していたが、同線は収支状況が悪く赤字路線となっており、運行回数の調整等による収支の改善に努めてきたが改善が図れず、継続運行は困難と判断し、2016年（平成28年）9月30日をもって廃止された。

## 周辺
- 新潟中条中核工業団地
- 新潟食料農業大学胎内キャンパス

## 隣
E7 日本海東北自動車道
(5) 中条IC - 中条TB - (5-1) 胎内BS（廃止）/胎内SIC - (6) 荒川胎内IC